# Higurashi no Naku Koro ni
Higurashi no Naku Koro ni (ひぐらしのなく頃に, lit. "Quando as Cigarras Cantam/choram") é uma série de jogos eletrônicos japoneses no estilo visual novel produzidos pelo 07th Expansion e baseados na engine NScripter. A série se foca em um grupo de amigos e os estranhos acontecimentos que ocorrem na vila na qual vivem. O primeiro jogo de PC da série, Onikakushi-hen, foi lançada em 10 de agosto de 2002, e o oitavo e último jogo, Matsuribayashi-hen, foi lançado em 13 de agosto de 2006.

Cena da visual novel demonstrando a jogabilidade original de Higurashi. Cena do arco Onikakushi-hen, publicado em 2005.

A vila de Shirakawa, Gifu, serviu de inspiração para Hinamizawa

Com a popularidade da série, foram feitos CDs de Drama; o primeiro, baseado no Onikakushi-hen, foi lançado em 27 de maio de 2005. Mais tarde, foi feita uma adaptação em mangá do jogo, lançada em Março de 2006 na revista japonesa de mangás Gangan Powered, com ilustrações da artista japonesa Karin Suzuragi. Em Abril de 2006, também foi ao ar a adaptação para anime com 26 episódios, feita pelo Studio Deen, exibindo somente seis dos oito capítulos originais. Meses após o lançamento dessa série, foi anunciado também a sequência do anime, Higurashi no Naku Koro ni Kai produzida pelo mesmo estúdio, que foi ao ar entre 6 de julho de 2007 e 17 de dezembro de 2007. Uma série de OVAs em cinco episódios também foi produzida, sendo o primeiro capítulo lançado em 25 de fevereiro de 2009. No dia 6 de janeiro de 2020, foi anunciada uma nova produção animada pelo estúdio Passione, exibida entre outubro de 2020 e março de 2021. Nos Estados Unidos a série foi licenciada sob o nome de When They Cry - Higurashi. No Brasil, a primeira temporada entrou no catálogo da Netflix em julho de 2019 tendo a última temporada atualmente exibida pela Funimation.
O "naku" (なく) do título possui duplo sentido. Primeiro, naku pode significar "Fazer sons" (鳴く), referindo-se aos sons feitos por organismos não-humanos. Segundo, naku pode significar "chorar" (泣く). De acordo com o criador original, Ryukishi07, o Na(な) vermelho do logotipo, é parte oficial do título.

## Jogo
Higurashi é um jogo de mistério-assassinato descrito como um "sound novel" de 07th Expansion. Um "sound novel" é semelhante a um visual novel, sendo que o jogo exige interação do jogador relativamente pequena como a maioria do jogo é composto de diálogos de texto. A versão original não continha qualquer dublagem para os personagens. Enquanto um visual novel da base seria o aspecto visual, como o nome sugere, um sound novel base toma mais cuidado na produção de uma atmosfera através da música, efeitos sonoros, a história em si.
O jogo utiliza intervalos onde o jogador pode obter muitas dicas. Estas pontas permitem que o jogador de ler várias informações complementares que podem ou não ser útil para resolver o mistério. Por exemplo, uma das pontas pode ser tão simples como "esta é uma pequena aldeia, as crianças que vão para a escola são combinados em uma sala de aula, independentemente do que grau ou ano que estão dentro" Por outro lado, podem fornecer pistas valiosas, tais como ser capaz de ler os trechos dos artigos de jornal sobre os assassinatos que ocorreram em Hinamizawa. No início de cada um dos arcos de história, um poema enigmático por alguém conhecido como Frederika Bernkastel é lido, estes revelam um pouco do que vai acontecer no arco seguinte.
O jogo para PlayStation 2 "Higurashi no Naku Koro ni Matsuri" difere da série de jogos original, pois inclui dublagem completa, CGs redesenhadas, e integração de novos arcos questão estrelados por Keiichi em uma história única. Matsuri inclui os sete primeiros arcos de PC (Matsuribayashi-hen é excluído) e três arcos novos: Taraimawashi-hen, Tsukiotoshi-hen e Miotsukushi-hen. Após finalizar os sete arcos originais, os dois primeiros novos arcos estarão disponíveis. Além disso, quando esses dois arcos são finalizados, o epílogo, Miotsukushi-hen, é desbloqueado.

### Desenvolvimento

#### Antes de Higurashi
O criador de Higurashi no Naku Koro ni, Ryukishi07, desde a infância queria se realizar na indústria de jogos de computador ou mangá. Em um esforço para realizar seu sonho, no ensino médio ele se transferiu para uma escola de arte especializada, mas durante seus estudos adquiriu apenas as habilidades de usar os primeiros editores gráficos e percebeu que seu nível e potencial claramente não eram suficientes para encontrar o trabalho que queria após a graduação. Naquela época, Ryukisi07 decidiu deixar esse empreendimento e, após a graduação, tornou-se funcionário público.
Em meados da década de 1990, um de seus amigos convidou Ryukishi07 para se tornar membro de um círculo doujin: a ideia dele era um mangá de conteúdo erótico que também seria uma visual novel a partir de seu trabalho, mas ele nem sequer possuía habilidades básicas de desenho de computador. Ryukishi07 concordou com a proposta e dedicou dois anos de trabalho neste projeto, processando ilustrações do autor principal no Photoshop. Entre os amigos do círculo, havia muitos estudantes de uma trupe de teatro a quem foi confiado parte da escrita e revisão do material para o jogo. Ao se aproximar deles, Ryukishi07 ficou seriamente interessado no tema do teatro e, a pedido de um dos atores, escreveu uma curta peça: O Ponto de Ônibus "Hinamizawa" (見 沢 所, Hinamizawa Teiryuujo), que, no entanto, nunca foi entregue. O projeto do jogo terminou em fracasso completo na maior feira de produtos doujin, a Comiket - das 200 cópias do jogo, apenas 5 cópias foram vendidas e logo o círculo deixou de existir.
Apesar do fracasso e da dívida de 80.000 ienes devido a isso, Ryukishi07 ficou satisfeito com a experiência adquirida e decidiu arriscar a criação de seu próprio círculo: 07th Expansion. Tendo formado sua composição, Ryukishi07 foi forçado a assumir os deveres de ilustrador. O grupo escolheu como primeiro projeto um jogo de cartas que era considerado popular na época e deu o nome de Leaf Fight. No entanto, em 2000, o desejo da maior parte dos membros do círculo mudou - eles começaram a insistir na criação de uma visual novel.

#### Esboços Iniciais
Ryukishi07 decidiu atender aos pedidos de outros membros do círculo e começou a estudar o gênero de visual novels. Em dezembro de 2000, na Comiket de Inverno (冬コミ, Fuyukomi), ele adquiriu o jogo Tsukihime, desenvolvido por outro círculo doujin, a Type-Moon, que consistia, na época, no roteirista Kinoko Nasu e o ilustrador Takashi Takeuchi. Este trabalho causou forte impressão em Ryukishi07, e ele percebeu que era capaz de realizar suas ideias anteriores em um formato semelhante, combinando som, imagens e texto como um meio expressivo. Tsukihime mais tarde se tornou um dos projetos de maior sucesso na história dos jogos doujin, superando muitos trabalhos profissionais e, de acordo com Ryukishi, ele decidiu “seguir o caminho que Nasu e Takeuchi pavimentavam com seu sucesso no mundo dos jogos amadores” Seguindo o exemplo de Tsukihime, a engine de jogo escolhida para o novo projeto da 07th Expansion foi a NScripter, e a história seria baseada na peça Hinamizawa Teiryuujo.
Foi planejado, inicialmente, que seguindo o exemplo de Tsukihime, eles criariam um eroge com um sistema de escolhas, como resultado do qual o jogador poderia acessar um dos dois arcos da história (de acordo com o número de personagens principais). Naquela momento da história, havia apenas dois personagens: Rena e Mion. Ambos foram apresentados nos trabalhos de Leaf Fight, na forma de imagens em mapas: Rena era a heroína da lança e Mion era a lutadora. Os esboços dessas heroínas foram uma tentativa de imitar o estilo do mangá Kiyohiko Azuma, mas já no processo de criação de um romance visual, Ryukishi07 desenvolveu seu próprio estilo com base nos modelos de jogos SkyGunner, caracterizado por um aumento no tamanho relativo dos membros e uma posição baixa da cabeça dos heróis. A armadura que Rena usava foi posteriormente revisada e reutilizada na forma do uniforme das garçonetes do restaurante Angel Mort, apresentada no jogo, e Rena se tornou a mascote do círculo, recebendo o nome de Ryugu (竜), que continha o primeiro kanji do pseudônimo Ryukishi07.
Logo após iniciar o trabalho no texto, o autor sentiu que estava insatisfeito com a própria mecânica da escolha, que de fato oferecia uma resposta “certa” e “errada”. De acordo com ele, essa situação em si não era natural, pois no mundo real, em uma situação estressante, uma pessoa tomava uma decisão em uma fração de segundo, baseada apenas na experiência anterior e em seus próprios sentimentos, e nunca teria a oportunidade de descobrir o que aconteceria caso fizesse algo contrário. Além disso, o desenvolvedor acreditava que as escolhas desaceleram a jogabilidade e reduzem muito a possibilidade de revelar a identidade do protagonista. Como resultado, o formato do jogo foi revisado - agora a opinião do jogador sobre a "correção" da decisão do protagonista foi decidida de acordo com as informações que ele recebe apenas do texto, e a mecânica da escolha e dos arcos da história, como nos eroges, foi excluída.

#### Criação do Roteiro
O novo conceito na criação do roteiro foi a divisão em “capítulos” separados - histórias independentes que contavam os eventos de maneira repetitiva. Em cada um dos capítulos, Ryukishi07 mudou a atitude dos personagens em alguns aspectos do cenário e, dependendo disso, transformou o enredo, mantendo intactos alguns eventos importantes. Nas ideias do cenário dos arcos de Rena e Mion, uma nova heroína foi adicionada - Satoko, que era considerada uma garotinha infeliz. Mais tarde, foi decidido que a razão para que essa personagem tivesse tal personalidade teria sido o desaparecimento de seu irmão. Essas histórias formaram três opções fundamentais para o desenvolvimento do enredo, que foram planejadas para serem usadas no jogo. De acordo com o pensamento de Ryukishi07, a ideia de aprovar uma visual novel foi construída por analogia com os RPGs japoneses - inicialmente o protagonista se familiariza com o cenário da história e os NPCs principais que lhe dão missões, concluindo com o jogador podendo obter um trunfo completo no jogo. Ryukishi07 viu como seu objetivo fazer o jogador refletir sobre o jogo “não de uma posição tridimensional, mas de uma posição quadridimensional”, isto é, sobrepondo fatos de capítulos diferentes entre si, para tirar uma conclusão sobre o verdadeiro culpado dos incidentes na vila de Hinamizawa. Cada capítulo foi precedido por um poema separado, que, de acordo com a ideia do autor, só poderia ser entendido pela leitura de todo o texto desta parte do jogo.
A estrutura da apresentação da trama em cada um dos capítulos foi realizada no estilo do trabalho de Jun Maeda, autor de Kanon e Air e principal roteirista da Key Studio, nos quais a primeira metade da história é trabalhada em arcos, com cenas calmas da vida cotidiana, e o dramático desenvolvimento de eventos ocorrendo na segunda metade, depois que o jogador se acalma após os problemas da primeira parte. Ryukishi07, assim, também decidiu tocar nesse contraste, adicionando elementos de horror às cenas cotidianas. O autor propôs que nessa história existem apenas dois tipos de heróis escolares do sexo masculino, que ele chamou de “irmão mais velho” e “jovem”, e finalmente decidiu fazer Keiichi Maebara, o primeiro protagonista, correspondendo ao jovem. O papel de “irmão mais velho” " foi atribuído ao irmão de Satoko, Satoshi. Ryukishi07 enfatizou que durante a criação do roteiro, ele se identificou com Keiichi. Para diversificar a estrutura da família Sonozaki, decidiu-se adicionar a irmã gêmea de Mion, Shion, a principal forma de manifestação de sua individualidade era o amor e o ódio. A ideia do policial idoso Kuraudo Oishi foi criada a partir dos colegas mais velhos do Ryukishi07, e uma heroína do jogo Tsukihime, Ciel, juntamente com sua aparência e seu amor pelo curry, tornou-se a base da professora Chie. De resto, os arredores da escola dos jogos bishojo, com um ambiente escolar amigável, foram preservados e elementos moe foram adicionados ao comportamento de algumas heroínas.

#### Inspiração e Temas
O roteiro em si foi desenvolvido por Ryukishi07 sob a influência do trabalho de detetive de Seishi Yokomizo, bem como dos filmes "A Bruxa de Blair", de Daniel Myrick, e "Encurralado", de Steven Spielberg. O roteirista prestou atenção especial à criação de uma atmosfera de horror causada pela incapacidade dos heróis de entender o que estava acontecendo e de numerosos preconceitos, aos quais se acrescentou o medo da sociedade ao redor, com regras claramente estabelecidas. Ryukishi07 decidiu demonstrar aos seus leitores a estrutura social tradicional japonesa, típica das regiões rurais, sendo as peculiaridades das relações dentro das quais, segundo o autor, muitos moradores que vivem nos centros urbanos começaram a esquecer. Portanto, ele escolheu uma vila remota como cenário de ação, cujo protótipo era a vila de Shirakawa, que é um Patrimônio Mundial da UNESCO. Também em seu trabalho, Ryukishi07 queria demonstrar a diferença de pontos de vista entre a geração da Segunda Guerra Mundial e a "geração mangá", sobre os problemas de assassinato e suicídio, para refletir a americanização da sociedade japonesa moderna e recordar a raiva e o ódio que espreita dentro de cada pessoa. Ryukishi07 enfatizou que, em sua opinião, para que o trabalho seja atraente, o roteirista deve constantemente "manter os olhos abertos" e "transmitir realisticamente suas próprias observações do mundo ao seu redor". A história em si foi colocada na era Showa, pois Ryukishi07 era nostálgico por essa época, onde não havia o uso maciço de telefones celulares, e uma mistura de dialetos Kanto era usada para transmitir o dialeto da população local da aldeia.

## Enredo
A história se passa durante Junho de 1983, numa vila rural fictícia chamada Hinamizawa (雛見沢), baseada na vila de Shirakawa, Gifu que possui a população de aproximadamente 2000 habitantes. O personagem principal da série, Maebara Keiichi, se muda para Hinamizawa e se torna amigo de suas colegas de classe: Ryuugu Rena, Sonozaki Mion, Furude Rika, Houjou Satoko e posteriormente Sonozaki Shion. Keiichi se junta as atividades do clube após a escola, que consistem, na maioria das vezes, em jogos de cartas ou tabuleiro.
A vida na vila de Hinamizawa é, aparentemente, normal e pacífica. Entretanto a tranquilidade termina quando é iniciado o festival anual Watanagashi, que comemora e agradece ao deus local, Oyashiro-sama. Keiichi aprende que no dia dos festival, nos últimos quatro anos, uma pessoa é assassinada e outra desaparece e nunca mais é vista. Keiichi então começa a investigar os estranhos eventos envolvendo o festival Watanagashi e o deus Oyashiro-sama. Em cada um dos primeiros arcos da história, um dos amigos se torna paranoico e comete os crimes. Geralmente os crimes envolvem o assassinato de seus próprios amigos. A verdade dos fatos só é revelada nos arcos seguintes.

## Personagens

Personagens principais de Higurashi no Naku Koro ni (da a esquerda para direita).
Parte superior: Mion Sonozaki, Shion Sonozaki, Keiichi Maebara e Rena Ryuugu.
Parte inferior: Satoko Houjou, Hanyu e Rika Furude

### Protagonistas
- Keiichi Maebara (前原圭一, Maebara Keiichi)

Dublador: Soichiro Hoshi (Japão); Lucas Viana (Brasil)
O principal protagonista dos capítulos-questão de Higurashi, Keiichi se muda para Hinamizawa em 1983. Filho de um artista famoso, antes de se mudar morava na cidade grande, e tinha o costume de atirar água com arminhas de brinquedo em crianças menores, o que levou sua família a decidir se mudar para a pequena vila. De personalidade carismática e vibrante, ele torna-se amigo de Rena, Mion, Rika e Satoko após entrar para o clube de jogos da escola, onde os integrantes participam de jogos (geralmente de cartas). Por ser o único homem do grupo, costuma ser bastante competitivo, afim de ver as garotas em situações constrangedoras, mas quase sempre acaba perdendo e acaba tendo que sofrer punições humilhantes e engraçadas. É um excelente locutor, suas falas contagiam as pessoas com esperança e expectativa, o que lhe rendeu o título de "mago das palavras" pelos seus amigos. Sua arma característica é o bastão de beisebol de Houjou Satoshi.
- Rika Furude (古手梨花, Furude Rika)

Dublador: Yukari Tamura (Japão); Thayná Cavalcanti (Brasil)
É a protagonista nos dois últimos capítulos-resposta. Nos capítulos-questão é mostrada inicialmente com um papel secundário em ambos os três primeiros arcos: Onikakushi-hen, Watanagashi-hen e Tatarigoroshi-hen. Descobrimos somente que ela é filha de uma das três grandes famílias, assim como Mion, a família Furude. Esta família é a dona do templo da cidade, sendo que os pais de Rika morreram durante o segundo ano do Watanagashi, obrigando-a a assumir o papel de sacerdotisa do templo de Oyashiro-sama. Ela é melhor amiga de Satoko e as duas moram juntas desde que seus pais morreram, pois os de Satoko haviam morrido no primeiro ano do Watanagashi. Rika se destaca nos arcos Himatsubushi-hen e na segunda temporada, no momento que seu papel central é realmente revelado, sendo a protagonista dos dois últimos arcos, Minagoroshi-hen e Matsuribayashi-hen. Sua personalidade alterna entre muito infantil para uma obscura e séria, o que fazem seus amigos acreditar que exista uma "outra Rika". Seu conhecimento dos fatos de maneira adiantada, com a suposta capacidade de prever o futuro eram creditadas a mesma ser a reencarnação de Oyashiro-sama,porém sua verdadeira conexão com a deidade de Hinamizawa é muito mais profunda do que os moradores da vila e seus amigos acreditam, pois neste caso ela tem o poder de voltar para o passado após a morte. Sua arma característica é uma grande enxada ritual, uma ferramenta sagrada do templo Furude.
- Rena Ryuugu (竜宮レナ, Ryuguu Rena)

Dublador: Mai Nakahara (Japão); Sicília Vidal (Brasil)
Uma jovem garota ruiva, com um nome e uma personalidade singulares, Rena é uma apaixonada por coisas "fofas", mesmo que nem todas se pareçam realmente assim, sendo uma "caçadora de tesouros" nas pilhas de lixo de Hinamizawa, procurando objetos que ela possa "levar pra casa", termo que costuma ser seu bordão na obra. Pode ser considerada a amiga mais próxima de Keiichi, principalmente no primeiro arco. Ela é mostrada como uma garota dócil e muito meiga, apesar que por vezes, suas personalidade altera para sombria e assustadora, prinicipalmente quando se fala de Oyashiro-sama. É revelado que havia nascido em Hinamizawa, mas tinha saído da cidade e se mudado para Ibaraki, então um ano antes da história começar ela volta para Hinamizawa, Keiichi descobre que ela havia voltado a cidade e havia quebrado todas as janelas da sua antiga escola com um taco de beisebol, e ainda feriu três alunos que eram seus antigos amigos. Tais nuances ajudam a mostrar Rena como uma personagem bem mais forte do que sua aparência indica, principalmente no arco que ela protagoniza, Tsumihoroboshi-hen.  Sua arma característica é um tenebroso cutelo, normalmente usado para facilitar suas buscas nas pilhas de lixo, mas que sempre acaba sendo uma arma eficiente nos arcos mais sérios da obra.
- Mion Sonozaki (園崎魅音, Sonozaki Mion)

Dublador: Satsuki Yukino (Japão); Stephany Custodi (Brasil)
Mion pertence a uma das três grandes famílias da cidade, sendo que dentre as três famílias o poder da Sonozaki é absoluto. Sendo assim, ela foi criada para ser a futura líder da família, assim que a atual líder, Sonozaki Oryou, avó de Mion, morrer. Apesar das responsabilidades pesadas que pairam sobre ela, Mion é extremamente despreocupada, além de ser engraçada e brincalhona, sendo por vezes comparada a um velho pervertido pelo seu estilo de humor. Possuí um coração meigo e uma forte disposição para lutar pelos seus amigos e pelo que ela acha certo, fazendo-a achar que ela não é tão feminina quanto gostaria de parecer. Em quase todos os arcos, mostrar ter uma rivalidade com Keiichi nas atividades do clube de jogos, mas é deixado implícito que tem fortes sentimentos por ele. Se destaca nos arcos de Watanagashi-hen e Meakashi-hen junto com sua irmã gêmea, com quem ela vive trocando de lugar. Suas armas característica são pistolas de airsoft, ainda que ela nunca as use no anime, preferindo lutar com chutes poderosos, graças ao seu conhecimento em artes marciais.
- Shion Sonozaki (園崎詩音, Sonozaki Shion)

Dublador: Satsuki Yukino (Japão); Stephany Custodi (Brasil)
Irmã gêmea de Mion. Na família Sonozaki diz-se que quando nascem gêmeos um deles deve ser estrangulado antes do primeiro banho, para que no futuro não haja brigas em relação ao próximo líder da família. Porém não foi o que aconteceu com Shion, e então ela foi jogada em um colégio interno e tratada como um estorvo na família. Shion tem uma personalidade bem diferente de sua irmã gêmea, não é competitiva e demonstra ser mais sincera com seus sentimentos, bem como uma manipuladora eficiente dos outros, lembrando bastante uma yandere. Quase sempre acompanhada de seu guarda-costas Kansai, ela não é muito importante, nos primeiros arcos, ainda que na primeira temporada só apareça em Watanagashi-hen e Meakashi-hen, sendo protagonista do último. Se apaixona pelo irmão de Satoko, Satoshi, sendo seu desaparecimento o motivo de todo o drama do arco onde protagoniza. Sua arma característica é uma arma de choque, ainda que no jogo para PSP Higurashi Daybreak, apareça usando facas, e é também sabido que sabe manejar armas de fogo pesadas.
- Satoko Houjou (北条沙都子, Houjou Satoko)

Dublador: Mika Kanai (Japão); Luana Stteger (Brasil)
Irmã de Houjou Satoshi, é um garota energética, vivaz e muito astuta que adora pregar peças em Keiichi. Seu irmão mais velho desapareceu há dois anos, e desde então, ela vivia muito triste. Isto é, até Keiichi chegar e começar a parecer com seu irmão. Possui um passado traumático sendo talvez a personagem que mais sofre em toda a obra. Sua mãe casou-se de novo e ela não gostava do padrasto, depois sua mãe e o padrasto morreram no primeiro ano do Watanagashi. Então no terceiro ano sua tia com quem foi morar, foi espancada até a morte e seu irmão desapareceu, enquanto seu tio  a abandonou. A partir dai, ela foi morar sozinha com Rika no templo Furude. Embora comece com um papel secundário no começo da obra, ganha destaque nos arcos Tatarigoroshi-hen e em Higurashi Kai nos arcos de Yakuzamashi-hen (exclusivo do anime) e Minagoroshi-hen, sendo que com a exceção de Yakuzamashi-hen, grande parte da trama que esta protagoniza fala sobre o retorno do seu tio violento e sua relação de dependência com seu irmão desaparecido e com Keiichi. Satoko é uma mestre na criação de armadilhas, usando-as tanto para pregar peças em Keiichi como para defender seus amigos nos arcos mais sérios da história, como Tsumihoroboshi-hen , Minagoroshi-hen e Matsuribayashi-hen, sendo o uso destas sua principal arma.

### Personagens secundários
- Satoshi Houjou (北条 悟史, Houjou Satoshi)

Dublador: Yuu Kobayashi (Japão)

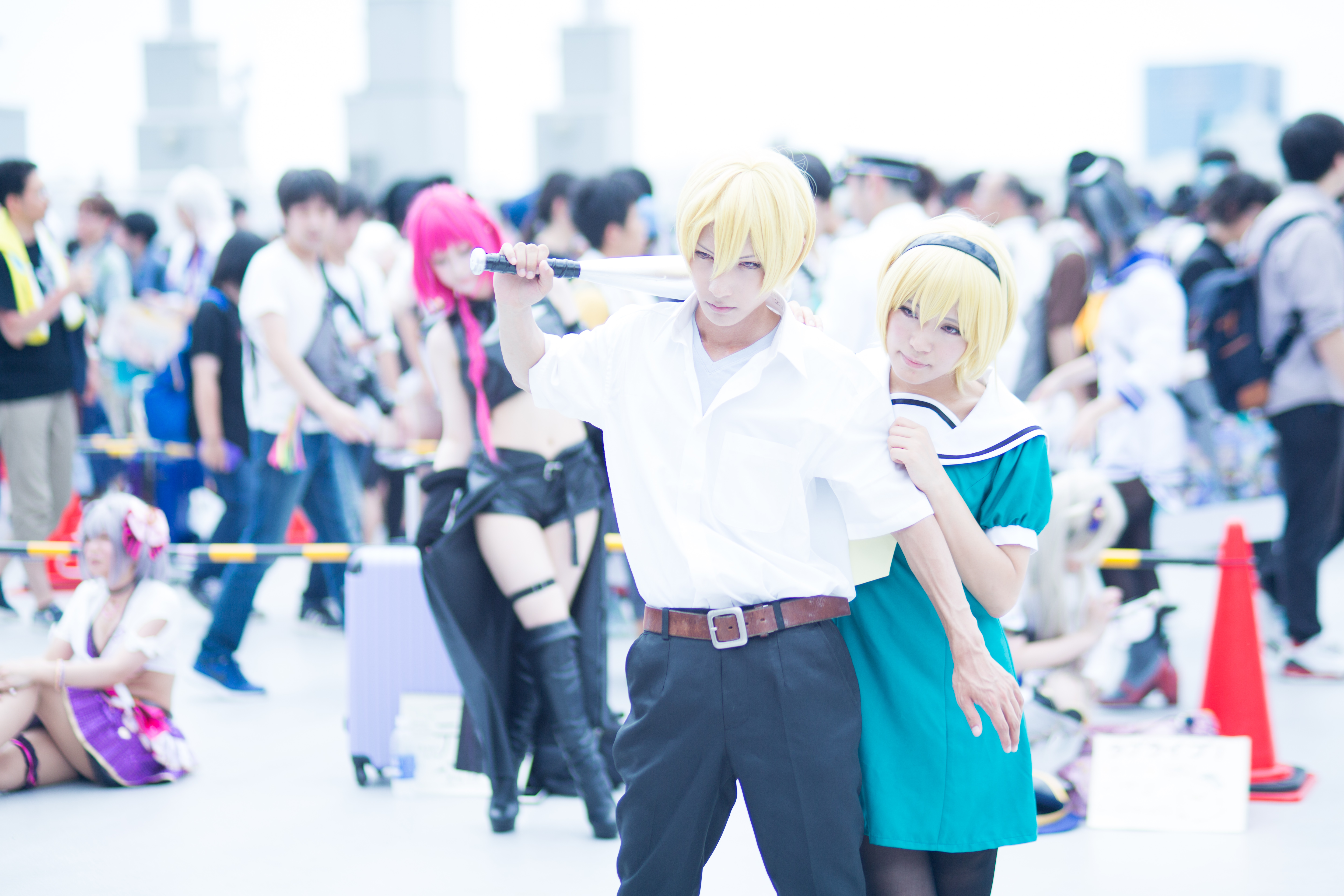
Cosplayers de Satoshi Houjou e Satoko Houjou na Comic Market

Satoshi é o irmão mais velho de Satoko (que o chamava carinhosamente de "Ni-ni") e interesse romântico de Shion. Praticante de beisebol no Hinamizawa Fighters do diretor Irie, Satoshi era um rapaz gentil e bastante protetor de sua irmã que após perder seus pais, suportou durante meses as agressões causadas por seus tios adotivos. Desapareceu misteriosamente após o Watanagashi, no terceiro ano do festival no mesmo dia da morte de sua tia, deixando sua irmã desamparada quando o tio destes a abandonou. O sumiço de Satoshi é citado diversas vezes nos capítulos-questão, desde o arco de Onikakushi-hen, mas seus desdobramentos são mais impactantes nos arcos de Watanagashi-hen, Tatarigoroshi-hen e Meakashi-hen. O seu bastão de beiseboll tornou-se a arma de Keiichi. Seu paradeiro só é revelado em Higurashi Kai, no arco Matsuribayashi-hen e em Higurashi Matsuri no arco de Miotsukushi-hen, revelando que o mesmo sucumbiu ao estágio terminal da Síndrome de Hinamizawa, mas que segundo Irie, ainda existe esperança que se recupere.
- Kuraudo Ōishi (大石 蔵人, Ōishi Kuraudo)

Dublador: Chafurin (Japão); Gilmar Lourenço (Brasil)
Um velho detetive que trabalha na Delegacia de Polícia de Okinomiya. Nos últimos cinco anos, ele vem tentando provar que a família Sonozaki está por trás dos incidentes estranhos que ocorrem mais ou menos na mesma época que o festival Watanagashi, e se tornou cada vez mais persistente à medida que sua aposentadoria se aproxima. Quase sempre, seus diálogos, perguntas e teorias com os protagonistas dos arcos muitas vezes acabam alimentando a paranoia dos personagens.
- Mamoru Akasaka (赤坂 衛, Akasaka Mamoru)

Dublador: Daisuke Ono (Japão)
Um policial e detetive vindo de Tóquio para investigar o rapto do filho do prefeito durante o tempo da guerra da represa em Hinamizawa e que acaba envolvido nos mistérios e intrigas da vila. Embora esteja listado como personagem secundário, Mamoru protagoniza um arco da obra, Himatsubushi-hen, além de desenvolver um papel fundamental em Matsuribayashi-hen e Miotsukushi-hen. Aparece, também no anime, no primeiro episódio da segunda temporada, que é o epílogo de Tsumihoroboshi-hen. Ele é casado, e posteriormente acabou ligando-se a Rika quando esta previu a morte de sua esposa e que ele devia voltar para Tóquio o quanto antes. Como resultado, ele sente uma grande dívida por Rika, e o que o torna um dos personagens chave para o grupo de amigos vencerem o verão infinito de 1983.
- Kyousuke Irie (入江京介, Irie Kyōsuke)

Dublador: Seki Toshihiko (Japão); Guilherme Conradi (Brasil)
O médico de Hinamizawa, trabalhando no Instituto Irie junto com Miyo, em seu tempo livre é o treinador de beisebol de um time chamado "Hinamizawa Fighters". Jovem e carismático, é respeitado por toda comunidade de Hinamizawa, apesar de ter um fetiche por empregadas e garotinhas, sendo responsável pelo cuidado da saúde de Satoko e Rika. Considerado o diretor titular do instituto que leva seu nome, ele na verdade é um cientista submisso a Miyo, que pesquisa a Síndrome de Hinamizawa para fins militares, embora Irie deseje unicamente encontrar uma cura para a doença.
- Miyo Takano (鷹野 三四, Takano Miyo)

Dublador: Miki Itō (Japão); Lilian Prado, Amanda Tavares (jovem) (Brasil)
A enfermeira de Hinamizawa, trabalhando ao lado de Irie no Instituto que leva seu nome. Ela é muito amiga de Tomitake Jiro, um fotógrafo autônomo que geralmente vai a Hinamizawa, e com quem compartilha o passatempo de pesquisar a história da vila bem como de Oyashiro-sama. Em todos os arcos, exceto Himatsubushi-hen já que se passa 5 anos antes, ela é vítima da maldição de Oyashiro-sama na noite de Watanagashi, juntamente com Tomitake. Em Higurashi 'Kai', todavia, é revelado que suas mortes nos arcos anteriores eram farsas, sendo que ela é verdadeira diretora do instituto Irie (que na verdade se chamava instituto Takano, nome do seu avó adotivo) sendo ela que planeja tudo para provar a existência da Síndrome de Hinamizawa, parte da tese de seu avó adotivo, Takano Hifumi, que morreu antes de conseguir comprovar seus estudos e estudava a população de Hinamizawa e o desenvolvimento da doença.
- Hanyuu Furude (古手羽入, Furude Hanyū)

Dublador: Yui Horie (Japão); Raíssa Bueno (Brasil)
A verdadeira Identidade de Oyashiro-sama. Era uma antiga deusa venerada por toda Hinamizawa logo que a vila surgiu. Assim que morreu e se transformou em um espírito poderoso, acompanhou Furude Rika desde a infância e decidiu ajudá-a a vencer o destino do dia pós o festival Watanagashi apenas como um espírito dando força a Rika e a aconselhando. Compartilha os sentidos com Rika que constantemente a provoca comendo alimentos picantes e outras coisas fortes que deixam a pequena deusa enjoada e  posteriormente abatida. Mesmo perdendo para o destino de ter a vila destruída por Takano e sua teoria sobre a Síndrome de Hinamizawa, Hanyuu passou 100 anos reencarnando Rika em seu mesmo corpo dias antes do festival para tentar vencer o destino do verão eterno de junho de 1983, vez após vez, o que a levou a uma desenvolver uma personalidade depressiva e desesperançosa. Todavia, após testemunhar o sacríficio de Rika e de seus amigos unidos no arco de Minagoroshi-hen, ela resolve aderir a um corpo humano também para ajudá-la a fazer a diferença. Em Matsuribayashi-hen, Hanyuu venceu Takano com a ajuda do "Clube" de jogos fazendo um milagre e tempos depois voltou a assumir a forma de um espírito. No final alternativo da série,Miotsukushi-hen, porém, ela se sacrifica para salvar Takano Miyo, perdoando seus pecados.

## Elos da história
Série principal de Higurashi no Naku Koro ni, lançados para PC. Possui oito capítulos, divididos em "capítulos-questão" e em "capítulos de resposta" correspondentes.

### Capítulos-Questão
Capítulo - Levado pelo Demônio (鬼隠し編, Onikakushi-hen)
Esse capítulo introduz o jogador no mundo de Higurashi no Naku Koro ni: A vida simples na vila de Hinamizawa, as atividades após a escola, as amizades, e os personagens principais. Entretanto, os acontecimentos começam a ficar sinistros após o festival Watanagashi, quando Keiichi descobre que seus amigos estavam conspirando contra ele. Esse capítulo implica Ryuugu Rena, e de certo modo também, Sonozaki Mion, como sendo as "vilãs" (embora o destaque da culpa se daria a Rena). Do grupo de amigos, apenas Satoko e Rika sobrevivem neste capitulo.
Capitulo - Algodão à Deriva (綿流し編, Watanagashi-hen)
Mais uma vez, esse capítulo começa inocentemente, com o festival Watanagashi novamente, e os sinistros acontecimentos de Hinamizawa. Ficamos a conhecer a irmã gêmea de Mion, Sonozaki Shion. O capitulo termina implicando em Sonozaki Mion sendo a "vilã". Do grupo de amigos, apenas Rena sobrevive neste capitulo.
Capítulo - Maldição Assassina (祟殺し編, Tatarigoroshi-hen)
É um capítulo mais longo que os anteriores, e é considerado o mais depressivo e confuso. Keiichi tenta salvar a sua amiga Satoko, com medidas drásticas (mesma atitude do irmão de Satoko, Satoshi), porém mais pessoas morrem, e fica claro que ele não é o único envolvido nisso. Dessa vez, Satoko é a "vítima", e Keiichi é implicado como "vilão". Do grupo de amigos, aparentemente apenas Keiichi sobrevive neste capitulo.
Capítulo - Tempo Desperdiçado (暇潰し編, Himatsubushi-hen)
Este capítulo é um prólogo e ao mesmo tempo sequência de Tatarigoroshi-hen. Diferente dos três capítulos anteriores, esse capítulo é pequeno e é mostrado com os olhos de Akasaka Mamoru, um jovem detetive de Tóquio, que vem para Hinamizawa investigando o rapto do neto de um político, e acaba conhecendo os mistérios de Hinamizawa. Esse capítulo foca em Furude Rika como sendo a principal parte do mistério.

### Capítulos de Resposta
Olhos Abertos (目明し編, Meakashi-hen)
É solução para Watanagashi-hen. Este capitulo conta tudo o que aconteceu antes dos trágicos acontecimentos no seu capitulo-questão, ao mesmo tempo que permite saber a realidade dos mesmos. A história de Shion e a outra perspectiva sobre os eventos do Watanagashi, mostrando ela como a verdadeira culpada dos assassinatos do arco e sua razão que a levou a matar, o amor dela, conjugado com o ódio que nasceu depois de perder o resto do seu amor (Houjou Satoshi).
Capítulo - Reparação (罪滅し編, Tsumihoroboshi-hen)
É a solução para Onikakushi-hen. Diferente do Meakashi-hen, a história de Tsumihoroboshi-hen é muito diferente de seu capítulo-Questão. Nesse capítulo, Rena passa por situações similares as do Keiichi no Onikakushi-hen e Tatarigoroshi-hen, no qual ela mata Rina (a namorada de seu pai que pretendia cometer um golpe contra o mesmo) e Houjou Teppei, o tio de Satoko, que na verdade era o cafetão de Rina. Ela também acaba desconfiando de seus próprios amigos, até travar uma luta quase até a morte com Keiichi no teto da escola. É o primeiro capítulo a ter um "final feliz", embora as dicas no começo da segunda temporada revelem uma reviravolta sinistra.

### Higurashi no Naku Koro ni Kai
Capítulo - Massacre (皆殺し編, Minagoroshi-hen)
É a solução para Tatarigoroshi-hen, entretanto, tem as respostas da maioria dos outros mistérios dos capítulos anteriores. É contado da perspectiva de Furude Rika. A identidade do verdadeiro assassino é revelado nesse capítulo. Após Minagoroshi-hen, mais um esforço é preciso para encerrar a história com um final feliz. Ninguém sobrevive a este capitulo.
Capítulo - Música do Festival (祭囃し編, Matsuribayashi-hen)
É o último capítulo da série de PC. Em Minagoroshi, a maioria dos mistérios relativos aos assassinatos entre o grupo de amigos são resolvidos, e todas as peças do quebra-cabeça começam a se encaixar. Em Matsuribayashi-hen, completa as explicações do arco antecessor, revelando a origem da Sindrome de Hinamizawa e parte da lenda da maldição de Oyashiro-sama. O último passo dos personagens é colocar as peças juntas em ordem para derrotar o culpado, e milagrosamente quebrar a barreira de Junho de 1983. É um capítulo com um "final feliz", sem muitas mortes.

### Higurashi no Naku Koro ni Rei
São três capítulos extras incluídos em Higurashi no Naku Koro ni Rei (ひぐらしのなく頃に礼, Quando as Cigarras Choram com gratidão), lançados em 31 de Dezembro de 2006.
Capítulo - Dado Assassino (賽殺し編, Saikoroshi-hen)
Conta a história de dois meses após os acontecimentos de Matsuribayashi-hen. Rika fica em coma após um acidente de carro, mas ela acorda em um mundo totalmente diferente, onde nenhum dos trágicos eventos da série principal acontecem: Keiichi não está em Hinamizawa, os pais de Rena não se divorciam, e os pais de Satoko e Rika não morrem. Infelizmente, esse mundo perfeito enlouquece Rika, e ela se torna a "vilã". Este arco pode ser encarado como um epilogo da série.
Capítulo - Lances de Amor (恋し編, Batsukoishi-hen)
Conta a história de sonho no qual Keiichi luta contra as garotas e seus "jogos punição" do clube. O capítulo era originalmente chamado de Otsukaresama-kai e vinha com o Meakashi-hen, mas foi retirado da série principal por possuir uma história irrelevante. Foi adaptado para anime em Higurashi no Naku Koro ni Kira. Na terceira temporada, que recebeu o mesmo nome da série de jogo, Higurashi no Naku Koro ni Rei, foi substituido por Hajisarashi-hen.
Capítulo - Amanhecer (昼壊し編, Hirukowashi-hen)
Baseado em Higurashi Daybreak (um jogo de tiro em terceira pessoa da série). Nele, Rena acidentalmente engole um magatama que lhe causa paixão instantânea pelo dono do magatama.

### Mangá
São capítulos originais serializados no mangá, para complementar os jogos e parcialmente continuar a história.
Capítulo - Exposição do Demônio (鬼曝し編, Onisarashi-hen)
Em Onisarashi-hen, uma moradora de Hinamizawa chamada Natsumi é apresentada, e sua vida após o desastre da vila.
Capítulo - Através da Noite (宵越し編, Yoigoshi-hen)
Foca-se em Hinamizawa nos dias de hoje, 20 anos após o grande desastre de Hinamizawa como no epilógo de Tsumihoroboshi-hen. Durante uma reportagem investigativa, uma mulher dizendo ser Mion, uma das moradores originais da vila, aparece nas ruínas de Hinamizawa quando então, começa um temporal. Junto com algumas pessoas, ela se abriga da chuva entre as ruínas do Templo Furude, até que um assassinato acontece e as pessoas começam a desconfiar da mulher, visto que a verdadeira Sonozaki Mion teria morrido a 20 anos atrás.
Capítulo - Quebra da Realidade (現壊し編, Utsutsukowashi-hen)
Prólogo do Meakashi-hen. Shion é enviada para o colégio interno de garotas St. Lucia Academy. Um dia, o corpo de um professor é encontrado na piscina da escola, e a primeira a descobrir, Kousaka Mizuho, é chamada para dar depoimento. Shion ouve rumores sobre como a avó de Mizuho influenciar em sua vida, e a garota estar se refugiando no colégio. O capítulo começou a ser serializado no volume 10 (dezembro de 2006) na revista Comp Ace.

### Higurashi no Naku Koro ni Matsuri
Higurashi no Naku Koro ni Matsuri (ひぐらしのなく頃に祭) é o jogo da série para Playstation 2. Possui todos os capítulos do jogo para PC, com exceção do Matsuribayashi-hen. Ao invés dele, três capítulos originais criados pela Alchemist  dão mais informações sobre real final da série.
Capítulo - Cadeiras Musicais (盥回し篇, Taraimawashi-hen)
É um "remix" do Onikakushi-hen, porém contém eventos do Watanagashi-hen. Após aprender os segredos de Hinamizawa, Keiichi decide ignorar tudo e aproveita sua vida feliz de estudante, o que o leva a um trágico final.  Sonozaki Shion é a "vilã", enquanto Sonozaki Mion é a "vítima". Mion sobrevive e é mostrado a boina ensaguentada de Rena. Mion tenta falar com Oishi sobre o incidente, mas morre pouco tempo depois. Esse cenário é, na verdade, uma "punição" dada quando o jogador decide ignorar todos os fatos a sua volta, sendo resultado do jogador deliberadamente tentar não ativar os eventos do arco Onikakushi-hen.
Capítulo - Exorcismo (憑落し篇, Tsukiotoshi-hen)
Contém eventos essenciais do Onikakushi-hen, Tatarigoroshi-hen e Meakashi-hen. Para salvar Satoko; Shion, Keiichi e Rena decidem matar Teppei. Mas antes disso, Rena começa a agir estranhamente, e Keiichi acha que Oyashiro-sama está falando com ele. Mion nota a mudança de comportamento em seus amigos e decide tomar o lugar de Shion. Mais tarde, Satoko adquiri Síndrome de Hinamizawa e mata "Shion" antes de cometer suicídio. O arco mostra o desenvolvimento da Síndrome de maneira mais clara, demonstrado o perigo dos personagens de se "unirem" sem todavia terem completa confiança uns nos outros para vencer o verão infinito de 1983 bem como os efeitos da Síndrome em cada um deles.
Capítulo - Drenagem do Canal (澪尽し篇, Miotsukushi-hen)
Antes de descobrir quem o assassino realmente é, Rika e Keiichi decidem botar um fim no mistério todo. Mas diferentemente de Matsuribayashi-hen, dessa vez eles estão numa situação extremamente desesperada. Antes que se possa fazer alguma coisa, eles precisam resolver seus problemas pessoais antes. Neste arco, é preciso resolver os problemas dos arcos Meakashi-hen, Tatarigoroshi-hen e Tsumihoroboshi-hen. Enquanto Matsuribayashi-hen é considerado um "final feliz" para série, Miotsukushi-hen é considerado, segundo o autor, o "final verdadeiro" de Higurashi no Naku Koro ni. É visto por alguns como um final triste mas não ruim, visto que em termos gerais se difere de Matsuribayashi-hen apenas por Furude Hanyuu não sobreviver.

### Higurashi no Naku Koro ni Kizuna
Higurashi no Naku Koro ni Kizuna (ひぐらしのなく頃に絆) foi um jogo lançado em 26 de junho de 2008 para Nintendo DS pela Alchemist, contendo quatro arcos originais.
Capítulo - Difusão de mancha (染伝し編, Someutsushi-hen)
Novo capítulo questão introduzido em Higurashi no Naku Koro ni Kizuna. Funciona como uma releitura de Onisarashi-hen com novos personagens e algumas pequenas diferenças. Neste capítulo, os eventos de Onisarashi se desenrolam, com exceção de Tomoe adicionado à equação, e Akasaka e Oishi estando ausentes, embora Oishi seja mencionado, resultando em um final diferente. A principal diferença é que o final deste capítulo é um "final ruim" em vez de um "final bom" como no enredo original, com Natsumi morrendo no final em vez de ser salvo por Akira.
Capítulo - Silhueta (影紡し編, Kagebōshi-hen)
É a solução para Someutshushi-hen, també sendo uma releitura do arco Onisarashi-hen, mas se passa do ponto de vista de Minami Tomoe, uma policial feminina encarregada de investigar acontecimentos estranhos na região. Akasaka, Oishi, a irmã mais nova de Tomoe e outro policial também aparecem. Este arco teve um "final feliz", ao contrário do original no mangá, mas com eventos diferentes.
Capítulo - Desemaranhar (解々し編, Tokihogushi-hen)
A história segue Minai Tomoe antes dos eventos da história principal, quando ela se envolve com Ozaki Nagisa, uma das antigas colegas de classe de Rena em Ibaraki. Depende das lutas que Tomoe enfrenta enquanto tenta desvendar a verdade por trás da maldição de Oyashiro-sama e os infelizes incidentes que a cercam. Este capítulo também apresenta o aparecimento de um novo personagem, Tsukada Satoshi, o Secretário Adjunto do Ministro da Saúde e Bem-Estar e ex-namorado de Tomoe.
Capítulo - Congratulando (言祝し編, Kotohogushi-hen)
Este arco explica detalhadamente o passado da família Furude, bem como as origens de Hanyuu, desvendando suas origens e a história da vila de Onigafuchi, que mais tarde tornou-se Hinamizawa.

### Higurashi no Naku Koro ni Hou
Higurashi no Naku Koro ni Hou (ひぐらしのなく頃に 奉) foi um jogo lançado em 17 de agosto de 2014, como um presente de agradecimento aos fãs da série, incluindo 2 novos arcos originais (Outbreak e Kamikashimashi-hen) além da história original de Ryukishi07 que inspirou a série, Hinamizawa Bus Stop.
Capítulo - Surto (アウトブレイク, Outbreak)
Novo capítulo questão. Neste arco, Keiichi acorda em uma manhã vendo as Forças de Autodefesa do Japão realizando um ato de quarentena sobre Hinamizawa. Um misterioso vírus teria sido descoberto na região e para garantir que o mesmo não se espalhe, a vila é isolada.
Capítulo - Violação Divina (神姦し編, Kamikashimashi-hen)
Novo capítulo resposta, é a solução para Outbreak. Após Keiichi e seus amigos fugirem de Hinamizawa, Rika investiga os eventos por trás do surto e descobre uma conspiração envolvendo empresas e bioterrorismo como reflexos humanos de um confronto sobrenatural entre três deusas que já foram de Hinamizawa.

### Higurashi no Naku Koro ni Gou
Higurashi no Naku Koro ni Gou (ひぐらしのなく頃に 業) foi a terceira adaptação em formato de temporada em anime, estreando em 1 de outubro de 2020. Inclui os arcos de Onidamashi-hen e Watadamashi-hen, Tataridamashi-hen, Nekodadamashi-hen e Satokowashi-hen.
Capítulo - Engano dos Demônios (鬼騙し編, Onidamashi-hen)
Primeiro arco pergunta, um reboot de Onikakushi-hen, imitando parte significativa dos eventos do arco original, porém desfigurando a tragédia por um novo caminho, onde embora paranoia de Keiichi surja, ela não é responsável pela tragédia que ocorre no fim, e desta vez a implicação de Rena como vilã se prova verdadeira, tendo apontado elementos de Tsumihoroboshi-hen como causa da tragédia, neste caso o desejo de Rena de proteger seu pai. Do grupo de amigos, apenas Keiichi e Mion sobrevivem.
Capítulo - Engano do Algodão (綿騙し編, Watadamashi-hen)
Segundo arco pergunta, um reboot de Watanagashi-hen, assim como antecessor, imita parte dos eventos do arco original, contendo mais semelhanças com a história base, mas tendo um desfecho distinto, com poucos elementos de Meakashi-hen, com Mion mais uma vez implicada como responsável pelas mortes no arco, com a diferença de que não ouve troca de papéis como no arco original. Do grupo de amigos, Keiichi e Rena são os únicos sobreviventes.
Capítulo - Engano da Maldição (祟騙し編, Tataridamashi-hen)
Terceiro arco pergunta, um reboot de Tatarigoroshi-hen, contendo elementos de Tsukiotoshi-hen e Minagoroshi-hen. Keiichi e seus amigos se unem para salvar Satoko do abuso de seu tio Teppei, tal qual no arco Minagoroshi-hen. Todavia, apesar de uma aparente vitória, tudo acaba subvertido, e o desenrolar da tragédia parte de um ponto inesperado, com Kuraudo Oishi alvejando Mion, Shion, Satoko e Rika durante o festival do Watanagashi e Keiichi acaba emboscado por Teppei quando este foi visitar Satoko durante o festival, o que o leva a reagir violentamente, matando o tio de Satoko. Como arco que o precede, apenas Keiichi e Rena sobrevivem.
Capítulo - Engano do Gato (猫騙し編, Nekodamashi-hen)
Quarto arco pergunta, referencia ao OVA "Nekogoroshi-hen". Após a revelação do desfecho do arco anterior, Rika viaja após mortes consecutivas por diferentes realidades tentando descobrir uma forma de escapar do novo ciclo do mês de junho infinito de 1983, enquanto diferentes personagens escalam tragédias de formas inesperadas. O arco aponta Houjou Satoko como parte essencial dos eventos.
Capítulo - Destruindo-Aldeia (郷壊し編, Satokowashi-hen)
Arco extra que complementa Nekodamashi-hen e que serve como o quinto e último arco de Higurashi no Naku Koro ni Gou. O arco revela como Satoko obteve os poderes para repetição de mundos após a morte e suas motivações para prender Rika neste novo ciclo de tragédias em 1983.

### Higurashi no Naku Koro ni Sotsu
Higurashi no Naku Koro ni Sotsu (ひぐらしのなく頃に 業) foi a última adaptação em anime, estreando em 1 de julho de 2021.
Capítulo - Revelação dos Demônios (鬼明し編, Oniakashi-hen)
É a solução para Onidamashi-hen. O arco revela as ações de Satoko ao injetar uma medicação em Rena e encaminhar a tragédia, que se desenrola com forte similaridades a Tsumihoroboshi-hen, mostrando o drama da família Ryūgū e como os eventos convergiram com a paranoia crescente de Keiichi para produzir a tragédia.
Capítulo - Revelação do Algodão (綿明し編, Wataakashi-hen)
É a solução para Watadamashi-hen. Responde aos eventos do seu capítulo pergunta revelando as ações de Satoko ao injetar a mesma medicação anteriormente usada em Rena dessa vez em Mion e encaminhar a tragédia, que se desenrola de uma forma aparentemente diferente de Meakashi-hen, mostrando os dilemas entre as irmãs Sonozaki de outra forma e a resolução de Mion com sua família, convergindo para produzir uma nova tragédia, onde pela primeira vez em toda a história da franquia, Mion é maculada pela Síndrome de Hinamizawa.
Capítulo - Revelação da Maldição (祟明し編, Tatariakashi-hen)
É a solução para Tataridamashi-hen. O arco revela as ações de Satoko em criar a falsa situação dramática de Tatarigoroshi-hen enquanto seus amigos se mobilizavam tal como no arco Minagoroshi-hen para salvá-la dos abusos de Hōjō Teppei, que na verdade não estava cometendo qualquer coisa errada e buscava proteger a sobrinha do remanescente do desprezo de Hinamizawa pela família Hōjō, algo que também havia sido superado, tornando toda as ações do arco completamente inúteis diante da dissimulação de Satoko.
Capítulo - Divertindo um Deus (神楽し編, Kagurashi-hen)
É a solução para Nekodamashi-hen.  Apresenta o final do embate entre Furude Rika e Hōjō Satoko, respectivamente enquanto apresenta mais detalhes sobre a história de Hanyū e sua misteriosa contraparte maligna.

### Arcos e episódios originais do anime
Capitulo - Despertar do Desastre (厄醒し編, Yakusamashi-hen)
Arco da segunda temporada (Higurashi no Naku Koro ni Kai). Um dos poucos arcos da animação originais sérios, combina alguns eventos de Watanagashi-hen e Tsumihoroboshi-hen, além de uma linha de eventos próprios similares aos usados nos arcos Taraimashi-hen e Tsukioshi-hen do game Higurashi no Naku Koro ni Matsuri. Neste arco, Rika e Satoko seguem felizes ao lado dos amigos do clube, ainda que Satoko perceba a presença de alguém mais ao lado de Rika. Enquanto isso, os eventos do Grande Desastre de Hinamizawa se movem ao fundo, com todos os personagens alheios até ser tarde demais. Satoko sobrevive e descobre seus amigos mortos, sendo hospitalizada e morrendo mais tarde, antes de Oishi conseguir ouvir seu testemunho da tragédia. O arco serve como um recado ao espectador de que mesmo que os personagens confiem plenamente uns nos outros, evitando assim desencadear as tragédias dos demais arcos, eles não poderão ser capazes de salvar Hinamizawa do desastre se não agirem para tal.
Capitulo - Batalha Demoníaca (妖戦し編, Ayakashisenshi-hen)
Segundo episódio da série de OVAs Higurashi no Naku Koro ni Kira. Neste arco, Rika e Satoko caem em um mundo onde Hinamizawa é envolvida por uma névoa misteriosa que torna seus habitantes em inimigos perigosos, controlados pela organização maligna "Tokyo Magica" (uma paródia da "Tokyo" com vilanização caricata dos antagonistas dos demais arcos da série). Para vencê-los, as garotas ganham poderes de Mahou Shojo (garotas mágicas) usando ferramentas mágicas do templo de Oyashiro-sama como armas mágicas para derrotar os vilões.
Capitulo - Afinidade (結縁し編, Musubienishi-hen)
Terceiro episódio da série de OVAs Higurashi no Naku Koro ni Kira. O arco se apresenta como comédia romântica protagonizando Keichi e Mion ao serem confundidos como um casal por moradores da vila. Shion, ao fundo vê a incapacidade de sua irmã de ser sincera com seus sentimentos, e decide ajudar a encontrar um jeito de alavancar a relação dos dois. Seu estratagema faz a mesma acabar se apaixonando também por Keiichi, que sendo flagrada por Rena e Mion, acabam precipitando uma batalha cômica pelo coração do protagonista masculino.
Capitulo - Sonho Aparente (夢現し編, Yumeutsushi-hen)
Último episódio da série de OVAs Higurashi no Naku Koro ni Kira. Neste arco, Hanyuu encontra uma versão menor de Rika que aparece misteriosamente no templo de Oyashiro. Junto com os amigos, buscam encontrar uma maneira de retorná-la para casa.

## Adaptações

### Anime
Higurashi no Naku Koro ni recebeu até agora seis adaptações para anime:
A primeira produzida pelo Studio DEEN foi ao ar entre 4 de abril de 2006 e 26 de setembro de 2006, com 26 episódios sob o nome de Higurashi no Naku Koro ni (ひぐらしのなく頃に, Quando as Cigarras Choram). Adapta os arcos de Onikakushi-hen, Watanagashi-hen, Tatarigoroshi-hen, Himutsubashi-hen e Tsumihoroboshi-hen.
A segunda temporada pelo mesmo estúdio foi ao ar entre 6 de julho de 2007 e 17 de dezembro de 2007, com 24 episódios sob o nome de Higurashi no Naku Koro ni Kai (ひぐらしのなく頃に解, Quando as Cigarras Choram: Solução). Inicia com um arco extra original (Yakuzamashi-hen)  e segue adaptando os arcos de Minagoroshi-hen e Matsuribayashi-hen.
A terceira produção foi lançada em formato OVA e conteve 5 episódios, foi produzida também pelo Studio DEEN, sob o nome de Higurashi no Naku Koro ni Rei (ひぐらしのなく頃に礼, Quando as Cigarras Choram: Gratidão), tendo seu primeiro episódio lançado em 25 de Fevereiro de 2009. Adapta os arcos de Saikoroshi-hen e Hirukowashi-hen. Possuí um arco extra (Hajisarashi-hen, uma releitura do arco Batsukoichi-hen, adaptado posteriormente)
A quarta produção foi lançada também em formato OVA em 21 de Julho de 2011 contendo 4 episódios, sob o nome de Higurashi no Naku Koro ni Kira (ひぐらしのなく頃に煌, Quando as Cigarras Choram Brilhando). Adapta Batsukoichi-hen, contendo três arcos de um episódio cada extras: Ayakashisenshi-hen, Musubienishi-hen e Yumeutsushi-hen.
A quinta produção foi lançada, também em formato OVA em 15 de Dezembro de 2013, sob o nome de Higurashi no Naku Koo Ni Kaku -Outbreak- (ひぐらしのなく頃に拡～アウトブレイク～, Quando as Cigarras Choram: "Surto Vermelho"). No formato de longa metragem com uma história original, mais tarde lançada  no jogo Higurashi no Naku Koro ni Hou (ひぐらしのなく頃に 奉).
A sexta produção foi exibida entre 1º de outubro de 2020 e 19 de março de 2021 pelo estúdio Passione, sob o nome Higurashi no Naku Koro ni Gou (ひぐらしのなく頃に 業, "Quando as Cigarras Choram: Karma"). A obra originalmente seria lançada em julho de 2020 mas, em virtude da pandemia de COVID-19, a obra foi adiada indo ar na temporada de outono de 2020, com 24 episódios. Curiosamente, o título desta nova temporada permanecia em segredo, sendo  considerado apenas como um "novo projeto de Higurashi", com nome da série revelado apenas no segundo episódio.
Uma sétima produção foi anunciada em 18 de março de 2021, novamente pelo estúdio Passione sob o nome Higurashi no Naku Koro ni Sotsu (ひぐらしのなく頃に卒, "Quando as Cigarras Choram: Formatura"), sendo exibida entre 1 de julho à 30 de setembro de 2021, sendo a continuação direta da temporada anterior.

### Mangá
Existem oito títulos principais na série de mangá Higurashi, abrangendo os quatro arcos de perguntas e os quatro arcos de respostas. Cada mangá de arco de perguntas é compilado em dois volumes encadernados. Os dois primeiros mangás do arco de resposta são compilados em quatro volumes, enquanto Minagoroshi-hen é compilado em seis volumes e Matsuribayashi-hen em oito. O mangá usa vários artistas entre os vários arcos. Karin Suzuragi desenhou Onikakushi-hen, Tsumihoroboshi-hen e Matsuribayashi-hen, Yutori Hōjō desenhou Watanagashi-hen e Meakashi-hen, Jirō Suzuki desenhou Tatarigoroshi-hen, Yoshiki Tonogai desenhou Himatsubushi-hen e Hinase Momoyama desenhou Minagoroshi-hen. Outro mangá intitulado Kokoroiyashi-hen (心癒し編, Capítulo Curando o Coração) é desenhado por Yuna Kagesaki e começou na revista Comp Ace da Kadokawa Shoten em 26 de agosto de 2008. A série de mangá foi licenciada pela Yen Press para distribuição em inglês na América do Norte sob o título Higurashi: When They Cry. O mangá foi inicialmente serializado na revista de antologia Yen Press Yen Plus, cuja primeira edição foi colocada à venda em 29 de julho de 2008. O primeiro volume em inglês do mangá foi originalmente planejado para ser vendido no início de 2009, mas foi lançado em novembro de 2008.
Existem três histórias secundárias relacionadas à história principal de Higurashi, mas com novos personagens. O primeiro, chamado Onisarashi-hen (鬼曝し編, Capítulo - Exposição do Demônio), é desenhado por En Kitō e foi serializado entre março de 2005 e julho de 2006 na Comp Ace. O próximo, intitulado Yoigoshi-hen (宵越し編, Capítulo Através da Noite), é desenhado por Mimori e foi serializado entre GFantasy entre 2006 e 2007. A última história paralela é conhecida como Utsutsukowashi-hen (現壊し編, Capítulo Quebra da Realidade) é também desenhado por En Kitō e foi serializado na Comp Ace entre 2006 e 2007. Uma adaptação em mangá do precursor de Higurashi, Hinamizawa Teiryūjo, começou a serialização na edição de estreia da revista Big Gangan da Square Enix, vendida em 25 de outubro de 2011.
Um spin-off de mangá ilustrado por Asahi, intitulado Higurashi no Naku Koro ni Oni, começou a serialização na revista Monthly Action da Futabasha em 25 de fevereiro de 2022.

### Filme
Em 10 de maio de 2008 estreou nos cinemas japoneses a adaptação cinematográfica da série, retratando o primeiro arco da série, Onikakushi-hen. O filme foi estrelado por Gōki Maeda como Keiichi, Airi Matsuyama como Rena, Rin Asuka como Mion, Aika como Rika, and Erena Ono como Satoko. O filme contou com uma sequência, que estreou em maio de 2009 intitulado Higurashi no Naku Koro ni Chikai (ひぐらしのなく頃に誓).

## Trilha Sonora

### Visual Novel
Diferente de outras produtoras de novels do Japão, a 07th Expansion não criava a música dos seus jogos. As músicas dos capítulo-questão eram trilhas sonoras de licença livre encontradas pela internet, entretanto, os capítulos resposta passaram a ter músicas enviadas por fãs que também haviam trabalhado com doujin, neste caso, após o arco Himatsubushi-hen. o grupo amador Mr. Graveyard passa a trabalhar com as músicas, e dai tornou-se o compositor oficial de várias trilhas da franquia When They Cry, sendo seu trabalho mais célebre "Dear You". Mais tarde, com Higurashi no Naku Koro ni Matsuri, a Alchemist remixou as trilhas e convidou dubladores do anime para cantar e gravar as trilhas do jogo, sendo Ayane responsável pelas músicas Nageki no Mori e Complex Image.

### Anime
O tema de abertura da primeira temporada teve o título homônimo da série, "Higurashi no Naku Koro ni" (ひぐらしのなく頃に, Quando as cigarras choram), cantado por Eiko Shimamiya e lançada em 24 de maio de 2006. O tema de encerramento "Why, or Why Not" cantado por Katakiri Rekka foi lançado em 28 de junho de 2006. Dois discos OST foram lançados nesta temporada, compostos por Kenji Kawai e gravados pela Frontier Works. O volume 1 foi lançado em 21 de julho e o segundo em 6 de outubro de 2006. Um álbum com canções executadas por seiyūs também foi feito, estreando em 28 de março de 2007.
O tema de abertura da segunda temporada é "Naraku no Hana" (奈落の花, Flor do Inferno), mais uma vez cantado por Eiko Shimamiya, lançado em 22 de agosto de 2007. Na abertura da primeira temporada, quando a música é invertida, é possível ouvir as palavras não há escapatória (逃げられない, nigeranai). Esta 'palavra oculta' é decodificada nesta abertura, não mais invertida. O tema de encerramento é Taishō a (対象 a) interpretado por anNina, também lançada em 22 de agosto de 2007.
O tema de abertura da série de OVAs Higurashi no Naku Koro ni Rei é "Super scription of data" mais uma vez por Eiko Shimamiya, lançado em 24 de junho de 2009. O tema de encerramento foi Manazashi (まなざし) por anNina, cujo álbum também foi lançado em 24 de junho de 2009.
O tema de abertura da série de OVAs seguinte, Higurashi no Naku Koro ni Kira foi "Happy! Lucky! Dochy!" cantado por Yukari Tamura, Yui Horie e Mika Kanai, lançado em álbum 22 de setembro de 2011. O tema de encerramento foi "Unprecedented Miracle Change" (前代未聞☆ミラクルチェンジ), com cada episódio sendo cantado por uma dubladora diferente, sendo a primeira vez cantado por Mai Nakahara, a segunda por Yukari Tamura e Mika Kanai, a terceira por Satsuki Yukino e a quarta por Yui Horie.
O tema de abertura da terceira temporada, Higurashi no Naku Koro ni Gou, foi "I believe what you say" por Asaka lançada em 14 de outubro de 2020. O encerramento "Kamisama no Shindorōmu (神様のシンドローム, Síndrome de Deus) é cantado por Ayane lançada em 11 de novembro de 2020.
Por último, a quarta temporada Higurashi no Naku Koro ni Sotsu teve como tema de abertura Analogy de Ayane, lançada em 28 de julho de 2021. O tema de encerramento, Missing Promise de Konomi Suzuki foi lançado em 25 de agosto de 2021.